# Galeazzo Caracciolo
Pour les articles homonymes, voir Caracciolo.
Galeazzo Caracciolo, marquis de Vico (Naples, 1517 - Genève, 1586) est un noble et un théologien italien.

## Biographie
Galeazzo Caracciolo, marquis de Vico, était le fils de Nicola Antonio (dit Colantonio) et de Giulia Della Leonessa, qui par sa mère était nièce du pape Paul IV. Il épousa en premières noces, en 1537, Vittoria Carafa de la famille des ducs de Nocera, qui lui donna six enfants dont beaucoup moururent prématurément.
Pour services rendus, d'abord comme intendant principal, puis à la suite de l'armée en Provence (1536), Charles Quint lui accorda la Toison d'or.
Fréquentant les milieux de la cour impériale, Caracciolo entra en relation avec le cercle de Juan de Valdés, subissant particulièrement l'influence de Pierre Martyr Vermigli et de Bernardino Ochino. L'idée de se convertir à la Réforme mûrit en lui et il se rendit plusieurs fois en Allemagne, où il se consacra à la lecture des œuvres de Luther.
Les enquêtes sur son activité menées par le Tribunal de l'Inquisition et l'ordre de l'arrêter donné par Charles-Quint le poussèrent, en 1551, à s'exiler volontairement à Genève, où il se fit calviniste et demeura jusqu'à la mort, excepté quelques voyages en Italie, sur les instances de son père, qui chercha en vain à le faire revenir des positions qu'il avait prises, et aussi pour éviter l'accusation d'hérésie, ainsi que pour régler ses relations avec sa première femme. Sur ce point, après une procédure complexe qui représenta un cas emblématique dans la jurisprudence de l'époque, Galeazzo fut autorisé à divorcer par la hiérarchie calviniste.
À Genève il épousa en secondes noces une Française, Anne Framery, dont il n'eut pas autres enfants, et fonda la première Église réformée italienne, où il exerça d'importantes fonctions. Il collabora activement avec Calvin, au point que celui-ci lui dédia la seconde édition de l'Institution de la religion chrétienne.
Benedetto Croce s'intéressa à lui et contribua à corriger beaucoup d'imprécisions sur la vie du marquis de Vico, mais avant lui un autre livre célèbre avait été écrit en 1587 par le prédicant ministre calviniste Niccolo Balbani, natif de Lucques, dont Galeazzo avait d'ailleurs été le parrain ; du XVIe au XIXe siècle, il eut un certain succès, étant plusieurs fois réimprimé et publié, non seulement en italien, mais aussi en anglais, en français et en espagnol.